# Hermann Pongs
Hermann Pongs (Pseudonym Hans Luft; * 23. März 1889 in Odenkirchen; † 3. März 1979 in Gerlingen) war ein deutscher Professor, Autor und Literaturwissenschaftler.

## Leben
Pongs studierte nach dem Abitur in Heidelberg, Berlin, Marburg und München Geschichte, Deutsch und Philosophie. Er promovierte 1912, habilitierte sich 1922 in Marburg und wurde dort 1927 Professor. Von 1927 bis 1929 war er ordentlicher Professor an der Reichsuniversität Groningen für Literaturwissenschaften. Er stand im Briefwechsel mit dem Dichter Rainer Maria Rilke. Vom 1. Oktober 1929 bis 1939 arbeitete er als ordentlicher Professor für Deutsche Literatur an der Technischen Universität in Stuttgart und vom 1. November 1942 bis 1945 war er Ordinarius an der Göttinger Universität. 1943 wurde er dort der Nachfolger des verstorbenen Rudolf Unger. Ab 1944 war er korrespondierendes Mitglied der Braunschweigischen Wissenschaftlichen Gesellschaft.
Pongs bekannte sich seit 1933 aus Überzeugung zum Nationalsozialismus, am 15. September 1940 beantragte er die Aufnahme in die NSDAP und wurde zum 1. Oktober desselben Jahres aufgenommen (Mitgliedsnummer 8.186.738). Er gab zwischen 1928 und 1938 zusammen mit Julius Petersen die Zeitschrift Euphorion (von 1934 bis 1944 unter dem Titel: Dichtung und Volkstum) heraus. Nach dem Zweiten Weltkrieg stellte er sich gegen eine kritische Aufarbeitung der nationalsozialistischen Literatur und Germanistik, sodass ihm der Zugang zu Universitäten verwehrt blieb. 1949 wurde er auf Veranlassung der britischen Militärregierung seines Amtes enthoben, entnazifiziert und 1954 von der Georg-August-Universität in Göttingen emeritiert, obwohl er als entlastet eingestuft worden war und selbst seinen Anspruch auf eine Wiedereinstellung als Hochschullehrer betonte.
In der Sowjetischen Besatzungszone wurden Pongs’ Schriften Die Allgemeinbildung an der Technischen Hochschule (Elwert, Marburg 1933), Krieg als Volksschicksal im deutschen Schrifttum (Metzler, Stuttgart 1934), Der Dichter im Reich (Stuttgart, Bonz 1935) und Soldatenehre – Frauenehre (Limpert, Berlin 1943) auf die Liste der auszusondernden Literatur gesetzt. 1954 erschien sein dreibändiges Hauptwerk Das kleine Lexikon der Weltliteratur. Zudem verfasste er Werke zur vergleichenden Literaturgeschichte und zur Symbolforschung.
1969 wurde Pongs für sein Lebenswerk von der Humboldt-Gesellschaft mit der Humboldt-Plakette als Ehrengabe ausgezeichnet. Sein Nachlass wird in der Landesbibliothek „Dr. Friedrich Teßmann“ in Bozen sowie im Deutschen Literaturarchiv Marbach aufbewahrt.